# گمینا ورنچتسا ویلکا
گمینا ورنچتسا ویلکا (به لهستانی:  Gmina Wręczyca Wielka) یک گمینا در لهستان است که در شهرستان کووبوتسک واقع شده‌است. گمینا ورنچتسا ویلکا ۱۴۸٫۰۷ کیلومتر مربع مساحت و ۱۷٬۱۲۳ نفر جمعیت دارد.